# Kim Staal
Kim Staal (* 10. März 1978 in Herlev) ist ein ehemaliger dänischer Eishockeyspieler, der über viele Jahre für die Malmö Redhawks, MODO Hockey, den Linköpings HC und den HV71 Jönköping in der Svenska Hockeyligan sowie die Herlev Eagles in der Metal Ligaen aktiv war. Mit der dänischen Nationalmannschaft nahm er an einer Vielzahl von internationalen Turnieren teil, unter anderem an 18 Herren- und 3 Junioren-Weltmeisterschaften.

## Karriere
Kim Staal begann seine Karriere als Eishockeyspieler beim Herlev IK, für den er in der Saison 1993/94 sein Debüt in der zweiten dänischen Spielklasse gab. Anschließend wechselte er in der Nachwuchsbereich des schwedischen Erstligisten Malmö Redhawks, für deren Profimannschaft er von 1996 bis 2001 in der Elitserien spielte. In diesem Zeitraum wurde der Angreifer zudem im NHL Entry Draft 1996 in der vierten Runde als insgesamt 92. Spieler von den Canadiens de Montréal und beim CHL Import Draft desselben Jahres von den Seattle Thunderbirds als 23. Akteur ausgewählt, für die er allerdings beide nie spielte.
Nachdem Staal von 2001 bis 2003 für MODO Hockey Örnsköldsvik in der Elitserien auflief, mit dem er in der Saison 2001/02 schwedischer Vizemeister wurde, kehrte er nach Malmö zurück, mit dem er 2005 in die zweitklassige HockeyAllsvenskan abstieg. Dort verbrachte er die gesamte Saison 2005/06 mit seiner Mannschaft und erreichte mit Malmö den direkten Wiederaufstieg in die Elitserien, ehe er für die folgende Spielzeit von den Milwaukee Admirals aus der American Hockey League unter Vertrag genommen wurde. Nach nur einem Jahr kehrte der Däne nach Schweden zurück, wo er von 2007 bis 2009 je eine Spielzeit lang für den Linköpings HC und HV71 Jönköping in der Elitserien auf dem Eis stand, wobei er mit beiden Mannschaften erneut in den Finalspielen um die schwedische Meisterschaft unterlag. 
Für die Saison 2009/10 unterschrieb Staal erneut einen Vertrag bei seinem Ex-Club Malmö Redhawks, der in der Zwischenzeit wieder in die zweitklassige HockeyAllsvenskan abgestiegen war. Am Saisonende verlängerte er jedoch seinen Vertrag nicht und schloss sich als vertragloser Spieler Ende November 2010 den Herning Blue Fox aus der dänischen AL-Bank Ligaen an, bei dem er sofort Assistenzkapitän wurde. Am Ende der Saison 2010/11 wurde er mit seiner Mannschaft dänischer Meister. Zur Saison 2011/12 kehrt er zu seinem Heimatverein Herlev Eagles zurück. 
Im Sommer 2013 vermeldete der deutsche Zweitligist Starbulls Rosenheim die Verpflichtung Kim Staals, der damit erstmals in Deutschland aktiv war. Nach einer Saison in Rosenheim wechselte er in die Asia League Ice Hockey zu den Tōhoku Free Blades und spielte dort zwei Jahre lang. Dabei wurde er 2015 Meister der intra-asiatischen Liga. Anschließend war er noch drei Jahre für seinen Heimatclub, die Herlev Eagles, aktiv, ehe er 2019 seine Karriere beendete.

### International
Für Dänemark nahm Staal im Juniorenbereich an den U18-Junioren-B-Europameisterschaften 1995 und 1996 sowie den U20-Junioren-C-Weltmeisterschaften 1995, 1996 und 1998 teil. Im Seniorenbereich stand er im Aufgebot Dänemarks bei den B-Weltmeisterschaften 1996, 1998, 1999, 2000 2001 und 2002, sowie bei den A-Weltmeisterschaften (Top-Division) 2003, 2004, 2005, 2006, 2007, 2008, 2009, 2010, 2011, 2013, 2014 und 2015. Bei den Weltmeisterschaften 2008 bis 2010 war er Assistenzkapitän Dänemarks.

## Erfolge und Auszeichnungen
| - 1998 U20-Junioren-SuperElit-Meister mit den Malmö Redhawks - 2001 Elitserien All-Star-Game - 2002 Schwedischer Vizemeister mit MODO Hockey Örnsköldsvik - 2002 Elitserien All-Star-Game - 2006 Aufstieg in die Elitserien mit den Malmö Redhawks | - 2008 Schwedischer Vizemeister mit dem Linköpings HC - 2009 Schwedischer Vizemeister mit dem HV71 Jönköping - 2011 Dänischer Meister mit den Herning Blue Fox - 2013 Spieler des Jahres der AL-Bank Ligaen - 2015 Meister der Asia League Ice Hockey mit den Tōhoku Free Blades |

### International
| - 1996 Bester Stürmer der U18-Junioren-B-Europameisterschaft - 1996 All-Star-Team der U18-Junioren-B-Europameisterschaft - 1998 Aufstieg in die B-Weltmeisterschaft bei der U20-Junioren-C-Weltmeisterschaft | - 1999 All-Star Team der B-Weltmeisterschaft - 2002 Aufstieg in die Top-Division bei der Weltmeisterschaft der Division I |

## Statistik
(Stand: Ende der Saison 2011/12)